# WORD
WORD ("ESPN Upstate") ist ein Sportradio aus Spartanburg, Upstate South Carolina. Mit einem Programm aus ESPN Sportnachrichten mit lokalem Bezug ist sie einer der führenden Stationen des Formats auf dem Radiomarkt von Spartenburg-Greenville.
Die Station gehört Entercom Communications und sendet auf Mittelwelle mit 5 kW. Das Sport-Programm des Senders wird auch von WYRD-AM Greenville und dem Umsetzer W246BU-FM Spartenburg übertragen (simulcasted).
Bis zum Formatwechsel von Talk zu Sport übertrug "News Radio WORD" die Shows von Russ und Lisa, Mike Gallagher, Coast to Coast AM, Rush Limbaugh, Kim Komando, Lars Larson, Dave Ramsey, Sean Hannity und Bob McLain.

## Geschichte
WORD ging am 1. September 1940 auf Mittelwelle 910 kHz auf Sendung. Es war damit Spartanburgs zweite Radiostation überhaupt. Betreiber war die Spartanburg Advertising Company, der auch das zehn Jahre ältere WSPA gehörte. WORD nutzte zunächst die Studios und Sendeeinrichtungen von WSPA mit.
WORD wurde in den 1960ern als Spartanburg's "Top 40 Powerhouse" bekannt. Nach diversen Programm-Formaten und Besitzerwechseln kaufte 2002 Entercom Communications den Sender. Zunächst als "News Radio WORD" wechselte man die Frequenz auf 950 kHz. Später wechselte Entercom das Format in einen lokalen ESPN Sportradio-Sender.